# Frank von Hippel
Frank Niels von Hippel (* 26. Dezember 1937 in Cambridge (Massachusetts)) ist ein US-amerikanischer theoretischer Physiker und Analytiker in Abrüstungs- und Sicherheitsfragen und Energiefragen.

## Leben
Von Hippel studierte Physik am Massachusetts Institute of Technology (Bachelor 1959) und wurde 1962 an der Universität Oxford promoviert, wo er Rhodes Scholar war. Als Post-Doktorand war er an der University of Chicago und von 1964 bis 1966 an der Cornell University. Von 1966 bis 1970 war er Assistant Professor an der Stanford University und von 1970 bis 1973 am Argonne National Laboratory. Von 1973 bis 1974 war er Resident Fellow der National Academy of Sciences und von 1974 bis 1978 forschte er an der Princeton University. Danach war er am Center for Environmental Studies in Princeton, ab 1983 als Professor for Public and International Affairs. Er ist Professor und Ko-Direktor des Program on Science and Global Security an der  Woodrow Wilson School of Public and International Affairs der Princeton University.
Von 1993 bis 1994 war er Assistant Director of National Security im White House Office of Science and Technology Policy. Von 1979 bis 1984 stand er der Federation of American Scientists (FAS) vor (Chairman) und später dem FAS Fund. Von 2003 bis 2005 stand er dem Panel of Public Affairs der American Physical Society vor.
In den 1970er Jahren war er bekannt für Analysen zu Kernenergiesicherheit und beriet unter anderem den US-Kongress und die NRC (Nuclear Regulatory Commission). Er befasste sich aber auch mit anderen Bereichen des Energiesektors. Auch in Abrüstungsfragen war er früh aktiv. In den 1980er und 1990er Jahren befasste er sich insbesondere mit Nicht-Proliferation von Kernwaffenmaterial etwa aus den Beständen der ehemaligen Sowjetunion.
Von Hippel ist der Sohn von Arthur Robert von Hippel und Dagmar Franck, einer Tochter von James Franck. Sein Bruder Eric von Hippel ist Professor an der MIT Sloan School of Management. Er stammt aus dem ostpreußischen Adelsgeschlecht  Hippel.

## Preise und Auszeichnungen
- 1967 bis 1970 Sloan Research Fellow
- 1977 Forum Award der American Physical Society mit Joel Primack für ihr Buch Advice and Dissent. Scientists in the Political Arena.
- 1989 Public Service Award der Federation of American Scientists.
- 1989 Einstein Lecture der New York Academy of Sciences.
- 1993 MacArthur Fellow
- 1993 Dorothy Eldridge Award
- 1994 Hilliard Roderick Prize in Science, Arms Control and International Security der American Association for the Advancement of Science
- 2005 George F. Kennan Distinguished Peace Leadership Award
- 2010 Leo Szilard Lectureship Award
- 2025 Göttinger Friedenspreis

Er ist Fellow der American Physical Society und der American Association for the Advancement of Science.

## Schriften
- Citizen Scientist, American Institute of Physics, Simon and Schuster 1991
- mit Joel Primack Advice and Dissent, Scientists in the Political Arena, Basic Books 1974
- mit Roald Sagdeev (Herausgeber) Reversing the Arms Race: How to Achieve and Verify Deep Reductions in Nuclear Weapons, New York, Gordon and Breach 1990
- mit Harold A. Feiveson, Bruce G. Blair, Jonathan Dean, Steve Fetter, James Goodby, George N. Lewis, Janne E. Nolan, Theodore Postol The Nuclear Turning Point: A Blueprint for Deep Cuts and De-alerting of Nuclear Weapons, Brookings Institution Press, 1999